# Bukinist
Bukinist je trgovac starim knjigama. Pojam potječe od trgovaca antikvarnih knjiga na obali Seine u Parizu, ali je kasnije proširen i na prodavače koji na uličnim štandovima prodaju rabljene i nove knjige te druge publikacije kolekcionarske vrijednosti, kao što su marke, časopisi i plakati.

## Pariški bukinisti

### Etimologija
Riječ bukinist potječe iz francuske riječi bouquiniste = knjižar, prema riječi bouquin = knjižica. Prvobitni pojam boucquain vjerojatno je izveden iz flamanske riječi boeckîn i javlja se još 1459. godine, a oblik bouquin se ustalio u 16. stoljeću, koje se uzima kao vrijeme nastanka bukinistike.

### Organizacija
Strogi gradski propisi Pariza reguliraju izgled, postavljanje i održavanje štandova bukinista, jer se nalaze na području koje je 1991. uvršteno u Unescovu svjetsku baštinu. Zbog poštovanja te stroge regulative o njihovoj trgovini, bukinisti od 2011. godine imaju olakšicu te ne moraju plaćati porez niti najam prostora na parapetima.

#### Postavljanje
Prema podatcima iz 1993. godine, ukupno 244 štanda bukinista u Parizu raspoređeni su na naspramnim obalama rijeke Seine (slika desno), od mosta Pont de Sully do mosta Pont Royal, u dužini 2 km na lijevoj i 1,5 km na desnoj obali. Štandovi su u stvari "zelene kutije" postavljene na parapetima duž kejeva.

#### Izgled
Prema uredbama gradonačelnika Pariza i gradske uprave iz 1993., 2010. i 2011. godine svaki bukinist može imati najviše 4 kutije, čije su najveće dimenzije 200 × 75 cm, 60 cm visina stranice prema rijeci i 35 cm visine prema keju, te s razmakom među kutijama od 20 cm može zauzeti prostor od najviše 8,60 m. Kutija s otvorenim poklopcem ne smije prijeći visinu od 210 cm. Boja kutija propisana je kao vert wagon (zelena kola), povijesna zelena boja prve metropole, ista kao kod Wallaceovih fontana (javne fontane za piće) i Morrisovih stupova (oglasni stupovi).

#### Sadržaj
Sadržaj štanda mogu biti stare knjige i dokumenti, rabljene knjige, stare gravire i eventualno roba koja ilustrira kejeve i bukiniste. Dozvoljena je i prodaja novih knjiga nezavisnih izdavača. Procjenjuje se da ukupno na svim štandovima samo starih knjiga ima oko 300.000, dok broj ostalog materijala nije poznat.
U jednoj od kutija mogu se prodavati stare kovanice, medalje, poštanske marke, razglednice i suveniri Pariza, izbjegavajući predmete bez umjetničke vrijednosti. Zabranjeno je izlaganje i prodaja materijala koji je u suprotnosti s moralom ili javnim poretkom.

#### Radno vrijeme
Radno vrijeme također je strogo regulirano. Osim za lošeg vremena, štandovi moraju biti otvoreni najmanje 4 dana tjedno, od toga 3 dana na štandu mora biti vlasnik, a u ostale dane može imati zamjenu (suprug, roditelj ili zaposlenik). Dozvoljeni su prekidi u radu zbog održavanja, godišnjeg odmora (do 6 tjedana) i bolovanja (do 3 mjeseca), o čemu vlasnik mora obavijestiti gradsku upravu.

### Povijest
Izum tiskarskog stroja 1440. godine i razvoj tiskarstva iza toga potaknuo je trgovinu knjigama, kako u knjižarama, tako i kod malih putujućih dobavljača i prodavača. Razvoju bukinistike umnogome su doprinijela politička i religijska previranja u narednim stoljećima.
O nastanku pariških bukinista kolaju dvije priče:
Među bukinistima se može čuti legenda po kojoj je brod koji je prevozio knjige potonuo kod katedrale Notre-Dame. Mornari s broda su zaranjali i pokušavali spasiti što više knjiga. Izvađene knjige su sušili na parapetima i prodavali prolaznicima, kako bi donekle nadoknadili izgubljenu zaradu. Ta se zarada ispostavila dovoljnom za početak trgovine. Iako je priča zanimljiva, nije potkrijepljena dokazima.
Vjerojatnija je priča po kojoj tradicija bukinista u Parizu potječe iz 16. stoljeća od putujućih prodavača novina, knjiga, kalendara i raznih brošura. Prodavači su robu izlagali na stalcima ili na prostirkama na zemlji ili su hodali okolo s drvenom kutijom ili košarom na prsima, koja je remenom bila ovješena oko vrata. Međutim, prava konkurencija knjižarama bile su prijenosne knjižare na kolicima (karijola), koje su bile pogodne za brzi bijeg od tada veoma aktivne cenzure.
Monarhija se bojala da će s bukinistima imati isti problem kao s tiskarima, koji su omogućili da knjige dopru do svih slojeva društva, podrivajući vjerske institucije, zbog čega je Katolička crkva na Tridentskom saboru 1559. izdala Index Librorum Prohibitorum (popis zabranjenih knjiga). Kraljevskim ukazom iz 1577. bukinisti su izjednačeni s lopovima, ali već sljedeće godine presudom suda 10 trgovaca dobilo je dozvolu za rad, na mjestima i sa sadržajem koji su im određeni. Krajem 16. i početkom 17. stoljeća ovi ukazi i presude su ukinuti.
Od srpnja 1606. Pont-Neuf (novi most) se ustalio kao mjesto trgovaca knjigama. U to vrijeme nije bilo kuća, pa je široka ulica s pločnicima pogodovala trgovcima. Za nekoliko godina postala je jedna od glavnih ulica, jer su trgovci privlačili posjetitelje. Za godišnju naknadu mogli su postaviti prijenosne trgovine na Pont-Neufu i na okolnim pristaništima. Godine 1620. bila su registrirana 24 trgovca.

## Utjecaj
Pod utjecajem pariških bukinista, mnogi gradovi širom svijeta imaju stalne ulične štandove za prodaju knjiga i drugog sadržaja. Na primjer,
Štandovi bukinista u Nišu:
- štandovi bukinista van radnog vremena
- priprema za rad
- štandovi s izloženim sadržajem

## Vanjske poveznice
|  | Zajednički poslužitelj ima još gradiva o temi Pariski bukinisti |